# Laccophilus tavetensis
Laccophilus tavetensis – gatunek wodnego chrząszcza z rodziny pływakowatych i podrodziny Laccophilinae.
Gatunek ten opisany został w 1941 roku przez Félixa Guignota.
Chrząszcz o ciele długości od 3,1 do 3,4 mm. Głowę i przedplecze ma jasnordzawe, prawie niepunktowane, prawie matowe, pokryte drobnym, jednorodnym siateczkowaniem. Pokrywy jasnordzawe, niekiedy ze śladami rdzawych znaków podłużnych, prawie matowe, pokryte drobnym, jednorodnym siateczkowaniem. Punkty w rzędach grzbietowo-bocznych i bocznych pokryw rozrzucone, wskutek czego rzędy niewyraźne. U samca ostatni widoczny sternit odwłoka jest symetryczny. W widoku grzbietowym penis jest falisty i wyraźnie nabrzmiały przed wąskim wierzchołkiem, zaś w widoku bocznym równomiernie zakrzywiony.
Chrząszcz afrotropikalny, znany z Sudanu, Kenii i  Botswany.